# Quinta Internazionale

Logo della Lega per la Quinta Internazionale

Con l'espressione Quinta Internazionale ci si riferisce all'obiettivo designato da alcune frange dell'estrema sinistra di vari Paesi del mondo per creare una nuova associazione internazionale dei lavoratori secondo i dettami del marxismo e del leninismo, perlopiù negli anni successivi alla caduta dell'URSS.

## Internazionali precedenti
Ci sono state diverse organizzazioni internazionali di lavoratori in precedenza, la proposta di una Quinta Internazionale presuppone il riconoscimento di quattro organizzazioni in particolare, ognuna delle quali si riconosce come successore della precedente:
1. La Prima Internazionale, nota come Associazione Internazionale dei Lavoratori, fondata a Londra nel 1864 e sciolta nel 1876.
2. La Seconda Internazionale, fondata nel 1889 dopo la cacciata degli anarchici dalla Prima Internazionale e scioltasi nel 1916 (ma di fatto non operante dal 1914).
3. La Terza Internazionale, conosciuta come la Internazionale Comunista o Comintern, fondata da Lenin a Mosca nel 1919, con l'apposizione di pesanti condizioni per l'adesione ai vari partiti socialisti e socialdemocratici, a partire dal mutamento del nome in comunisti e la cacciata degli esponenti riformisti (i famosi "21 punti"), sciolta da Stalin durante la seconda guerra mondiale nel 1943.
4. La Quarta Internazionale, fondata nel 1938 da Lev Trotsky, che considerava il Comintern a guida stalinista dell'Unione Sovietica come corrotto e irrecuperabile. Nonostante esista ancora, la frammentazione dei movimenti trockisti e la bassa rilevanza a livello internazionale ha portato alla chiamata per una quinta internazionale.

## Auspici per una Quinta Internazionale
Nel novembre 1938, appena due mesi dopo il congresso di fondazione della Quarta Internazionale, sette membri del POUM sotto processo a Barcellona dichiararono il loro sostegno per una "lotta per una Quinta Internazionale". L'argentino trotskista Justo Liborio, meglio conosciuto come "Quebracho", ha auspicato una Quinta Internazionale quando ha rotto col trotskismo nel 1941. Un altro appello per una Quinta Internazionale è stato fatto da Lyndon LaRouche, dopo aver lasciato la Lega di Spartaco nel 1965. Più tardi, una 'quinta internazionale dei comunisti' è stata fondata nel 1994 dalla "Lega comunista", una piccola organizzazione trotzkista in Gran Bretagna meglio conosciuta come "Movimento per un futuro socialista", che si divise dal partito marxista nel 1990.

### Lega per la Quinta Internazionale
Nel 2003, la "Lega per un'internazionale comunista rivoluzionaria" fa una chiamata internazionale per la formazione della Quinta Internazionale "il più presto possibile - non in un lontano futuro, ma nei mesi e anni a venire". La LRCI cambia così il suo nome in "Lega per la Quinta Internazionale". Essi divennero la Lega per la Quinta Internazionale (L5I), che da allora è cresciuta in modo significativo a partire dal 2010 e ha sezioni in Austria, Gran Bretagna, Repubblica Ceca, Germania, Pakistan, Svezia, Sri Lanka (il Partito socialista dello Sri Lanka) e Stati Uniti.

### Venezuela
Hugo Chávez annunciò nel 2007 che avrebbe cercato di creare una nuova Internazionale, che grazie alle dimensioni del Partito Socialista Unito del Venezuela, potrebbe diventare una vera e propria quinta internazionale: "il 2008 potrebbe essere un buon momento di convocare una riunione dei partiti di sinistra in America latina per organizzare una nuova Internazionale, un'organizzazione di partiti e movimenti della sinistra in America Latina e Caraibi". Il 21 novembre 2009, a Caracas, in Venezuela, durante il primo incontro internazionale dei partiti di sinistra, Chavez ha chiesto la convocazione della Quinta Internazionale Socialista nel mese di aprile 2010 in Venezuela.
Il boliviano Movimento per il Socialismo, il salvadoregno FMLN, il nicaraguense FSLN, l'ecuadoriano Alianza País, il cileno proposta di una società alternativa, la guatemalteca Nuova Alleanza Nazione e l'australiana Alleanza socialista hanno inizialmente aderito alla nuova Internazionale. I rappresentanti del portoghese Bloco de Esquerda, del tedesco Die Linke, e del francese Partito di Sinistra hanno manifestato interesse ad avviare delle consultazioni. Il Partito Comunista di Cuba sembrava favorire la proposta, ma molti membri del partito si sono fortemente opposti. La Lega per la Quinta Internazionale sostiene la proposta.
A partire da aprile 2010, la dichiarazione attendeva la firma Chávez, ma la riunione è stata prima rimandata a dopo le elezioni di settembre ed infine annullata. Nel frattempo, il Partito Popolare Socialista messicano aveva ritirato la sua adesione.

## Nella fiction
Lo scrittore di fantascienza Robert A. Heinlein ha parlato di una Quinta Internazionale in molte delle sue rappresentazioni del futuro. Nel racconto di Heinlein "Solution Unsatisfactory" (1940), un gruppo denominato "gli internazionalisti della Quinta" assume il comando dell'Unione Sovietica dopo la morte di Stalin (che era ancora in vita al momento della scrittura) e porta il paese ad una guerra con gli Usa. Nel libro La Luna è una severa maestra, gli internazionalisti della Quinta sono uno dei gruppi coinvolti nella guerra di indipendenza combattuta da colonie umane sulla luna.